# Triodia integra
Triodia integra är en gräsart som beskrevs av Michael Lazarides. Triodia integra ingår i släktet Triodia och familjen gräs. Inga underarter finns listade i Catalogue of Life.